# Thomasschiene

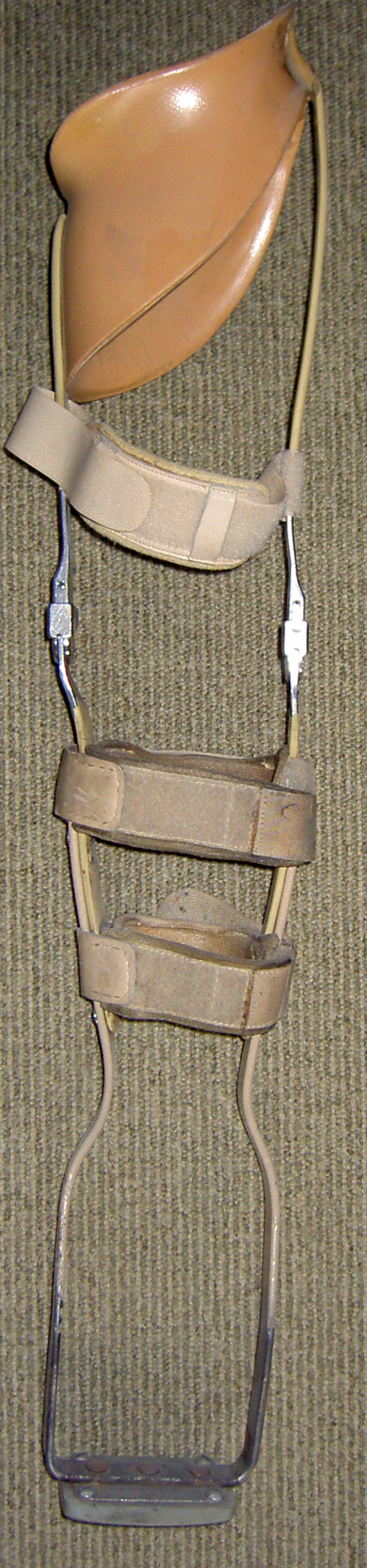
Thomasschiene

Die Thomasschiene (englisch: Thomas splint) war eine in den 1870er Jahren von Hugh Owen Thomas zur Versorgung von Oberschenkelfrakturen entwickelte Streckschiene. 1916 wurde sie von Robert Jones zur Erstversorgung britischer Verwundeter an der Westfront des Ersten Weltkriegs eingeführt. Ihre Anwendung sollte Schmerzen und Blutverlust als wesentliche Ursachen für die schockbedingte Frühmortalität von traumatischen Oberschenkelfrakturen reduzieren. Diese sank nach der Einführung der Schiene von zuvor 80 auf 20 %.
Heute werden modifizierte Thomasschienen, genannt Mainzer Orthese, noch zur Entlastung des Hüftgelenks eingesetzt, z. B. bei Morbus Perthes, um durch Entlastung des kindlichen Hüftgelenks die Abnutzung und krankhafte Verformung des Hüftgelenkkopfes zu verhindern und gleichzeitig während der Wachstumsphase eine Stärkung der Knochensubstanz des Hüftgelenkes zu ermöglichen.
In der einfachsten Form bestehen Thomasschienen aus einem Tubersitz (einer Art Ring um den obersten Oberschenkel, auf dem der Sitzbeinhöcker aufliegt) und zwei Metallbändern, die rechts und links entlang des Beines laufen und unten in einem Gehbügel enden. Die Schiene wird mit Manschetten am Bein gehalten. Für größere Kinder kann die Schiene auch ein Kniegelenk haben. Um die Akzeptanz zu erleichtern, werden entsprechende Schienen für Kinder möglichst leicht und kindgerecht bunt gestaltet. Die Abbildung rechts zeigt ein Standardmodell.
Um das Abrollen zu erleichtern, kann statt des Gehbügels eine gewölbte Sohlenplatte eingesetzt werden (wie bei der Mainzer Orthese üblich). Da der betroffene Fuß lose herabhängt, muss Spitzfußvorsorge getroffen werden. Am besten bewährt hat sich eine gefederte Auflage für den Fußballen, auf dem der Fuß lose aufliegt. Früher wurden hierfür auch sogenannte Spitzfußzügel eingesetzt. Wenn die Kinder bewegungsfreudig sind und auch den Strumpf weglassen, erübrigt sich oft die passive Spitzfußvorsorge. Die Ferse des betroffenen Beins schwebt auch bei Belastung einige Zentimeter über dem Boden. Deshalb wird auf der Gegenseite die Schuhsohle entsprechend erhöht. Wird am erkrankten Bein kein Schuh getragen und ein Konfektionsschuh mit dicker Sohle verwandt kann dies unter Umständen umgangen werden.